# Osiedle Partyzantów (Zamość)
Osiedle Partyzantów w Zamościu – jedna z szesnastu dzielnic (jednostek), na jakie podzielone jest miasto Zamość. Jest położona w jego wschodniej części na tzw. Nowym Mieście, a granice przebiegają ulicami: Peowiaków, S. Wyszyńskiego, M. Bołtucia, Gminna i Partyzantów.
W zabudowie występują zarówno domy jednorodzinne oraz wielorodzinne (kamienice, bloki), jakie tworzą dwa osiedla mieszkaniowe:
- osiedle Kiepury – bloki przy ulicach: J. Kiepury i Sz. Szymonowica;
- osiedle Konopnickiej – bloki przy ulicach: Młodzieżowa i M. Konopnickiej (pozostała część osiedla o tej nazwie - bloki-wieżowce - znajduje się w sąsiedniej od północy dzielnicy "Osiedle J. Zamoyskiego").

Nie funkcjonują tu żadne obiekty oświaty; najbliższe położone są na sąsiednich osiedlach Promyk i Świętego Piątka. 
Wśród kościołów mieści się tu jeden – Kościół Polskokatolicki pw. Najświętszego Serca Jezusowego i Narodzenia NMP przy ul. Odrodzenia.
Ulice stanowiące granice tej dzielnicy to jedne z głównych ulic miasta, przy których zlokalizowanych jest wiele ważniejszych obiektów w Zamościu, m.in. Komenda Policji, Państwowy Dom Dziecka (w budynku policji, przeniesiony z os. Zamczysko w 2019 r.), ZUS, KRUS, Zarząd Dróg Grodzkich, banki, liczne sklepy i hurtownie oraz obiekty usługowe (m.in. TP SA), Zamojski Dom Kultury oraz nowe Centrum Kultury Filmowej "Stylowy".
W budynku kina znajduje się również duża wystawa prywatnych zbiorów szachów pochodzących z różnych stron świata - Zamojskie Centrum Wystawowe "Szachy Świata".
Poza niewielkim domem handlowym "Mieszko" (ul. Gminna), nie ma tu większych obiektów handlowych, poza licznymi niewielkimi sklepami. Przy ulicy Peowiaków (między tą ulicą a ul. G. Orlicz-Dreszera) w zachodniej części dzielnicy mieści się przystanek kolejowy Zamość Starówka.
Niemal cały obszar dzielnicy zajmuje zabudowa, poza niewielkimi terenami przy ulicach S. Wyszyńskiego i Odrodzenia. Wśród tej zabudowy znajduje się sporo starszych budynków, zwłaszcza przy ulicy Partyzantów łączącej Stare Miasto z Nowym Miastem, m.in. gmach dawnej ubezpieczalni społecznej (obecnie przychodnia) z lat 30. XX wieku (ul. Partyzantów 5), czy duży dom czynszowy z tego samego okresu (ul. Partyzantów 21) oraz niewielkie, willowo-pałacykowe budynki przy ul. G. Orlicz-Dreszera.
Za Zamojskim Domem Kultury znajduje się niewielki park o nazwie Ogródek jordanowski z boiskiem i placem zabaw dla dzieci (w miejscu zniszczonego podczas II wojny światowej cmentarza żydowskiego), a po jego zachodniej stronie wysoki maszt radiowy.

## Galeria

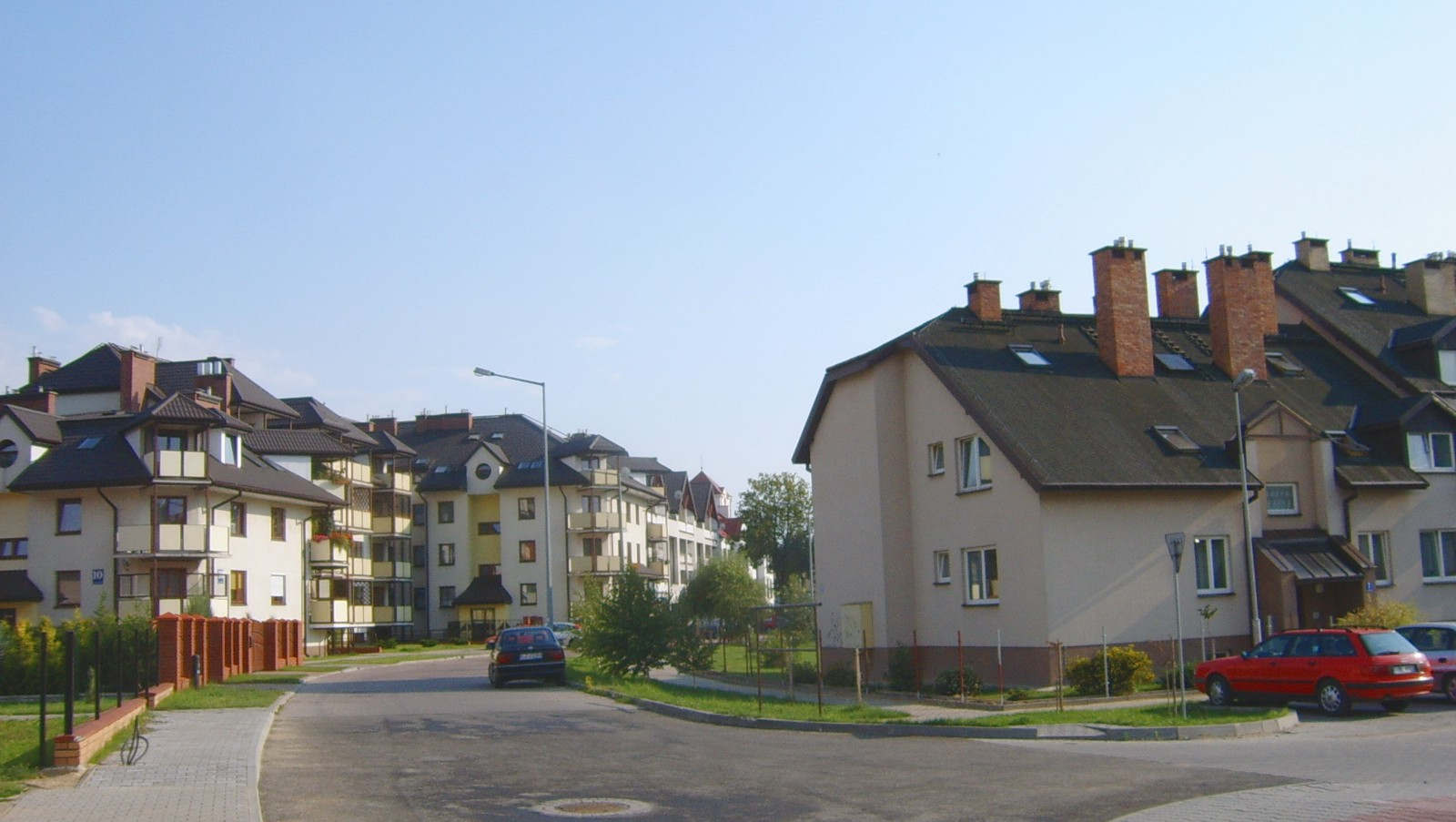
Os. Kiepury
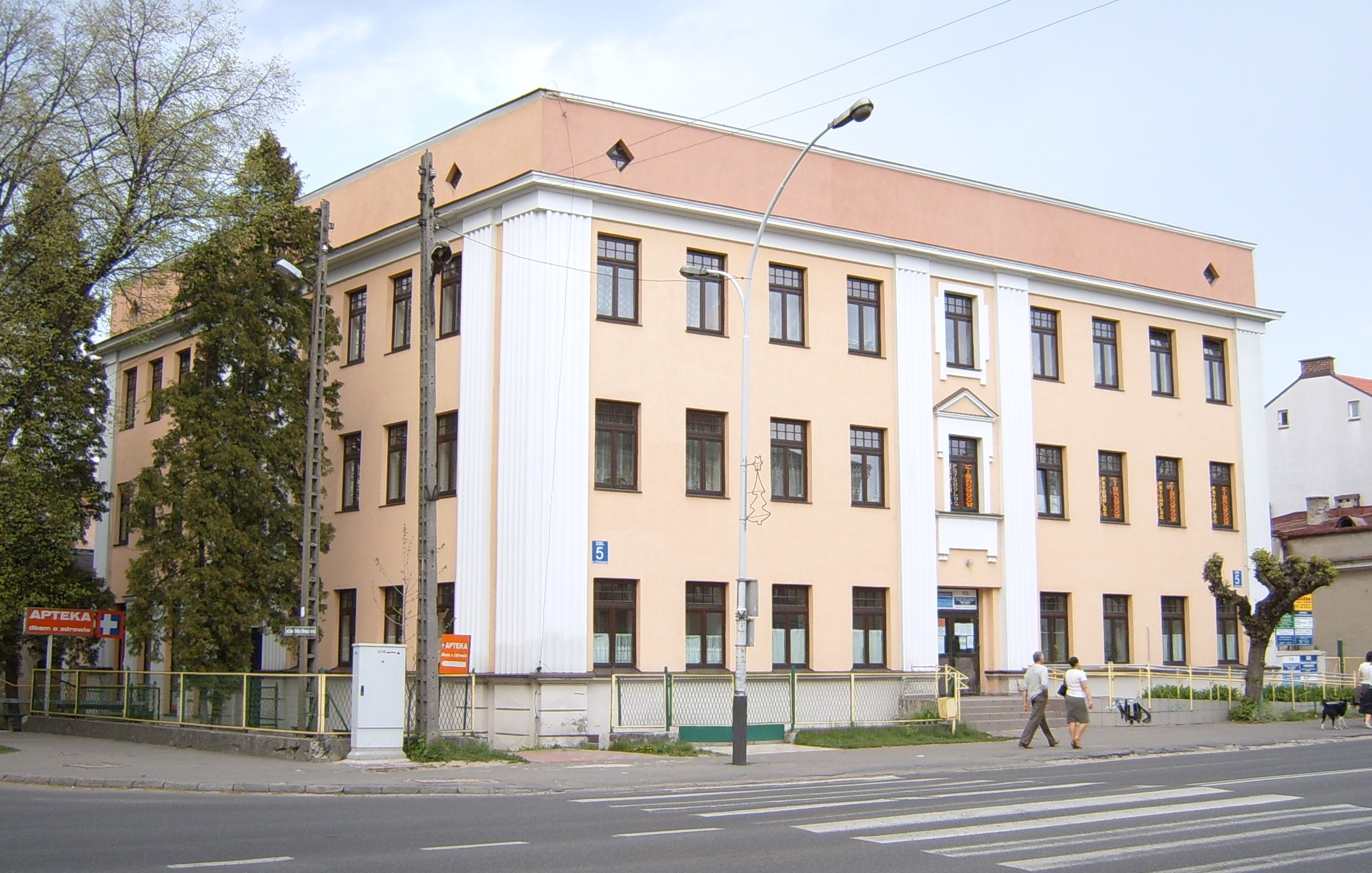
Przychodnia przy ul. Partyzantów (dawniej ubezpieczalnia)
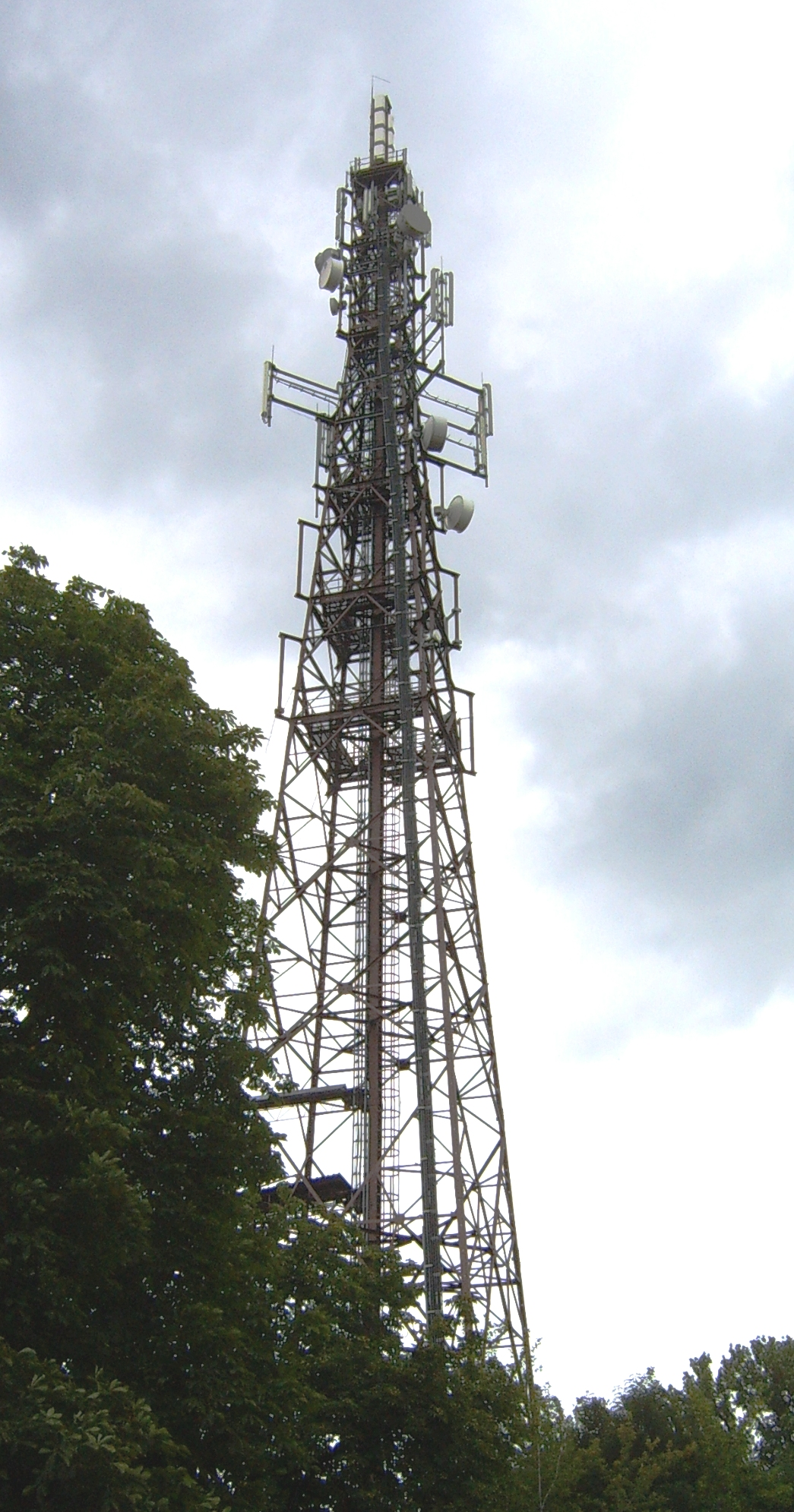
Maszt radiowy przy ul. Partyzantów
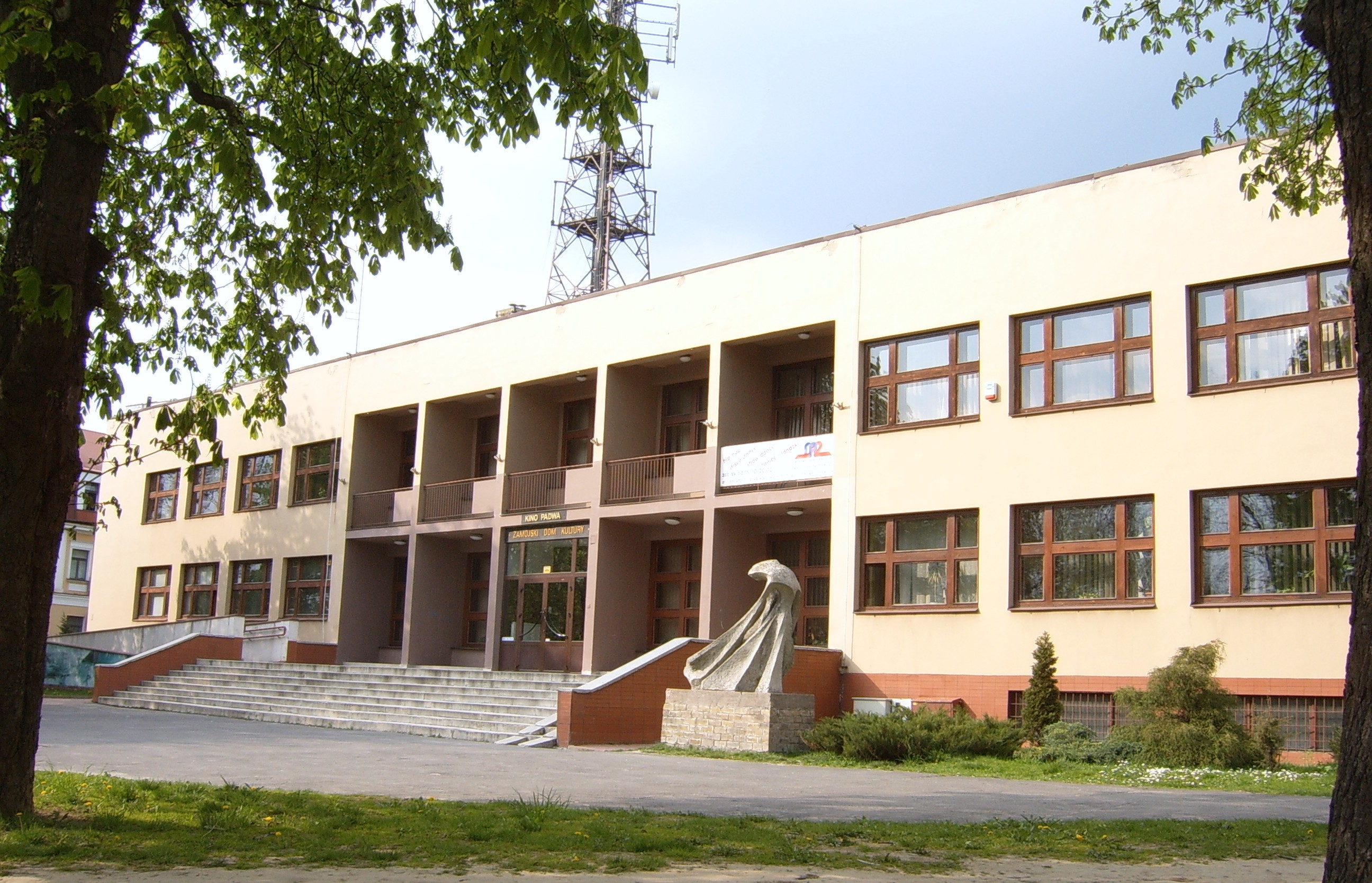
Zamojski Dom Kultury
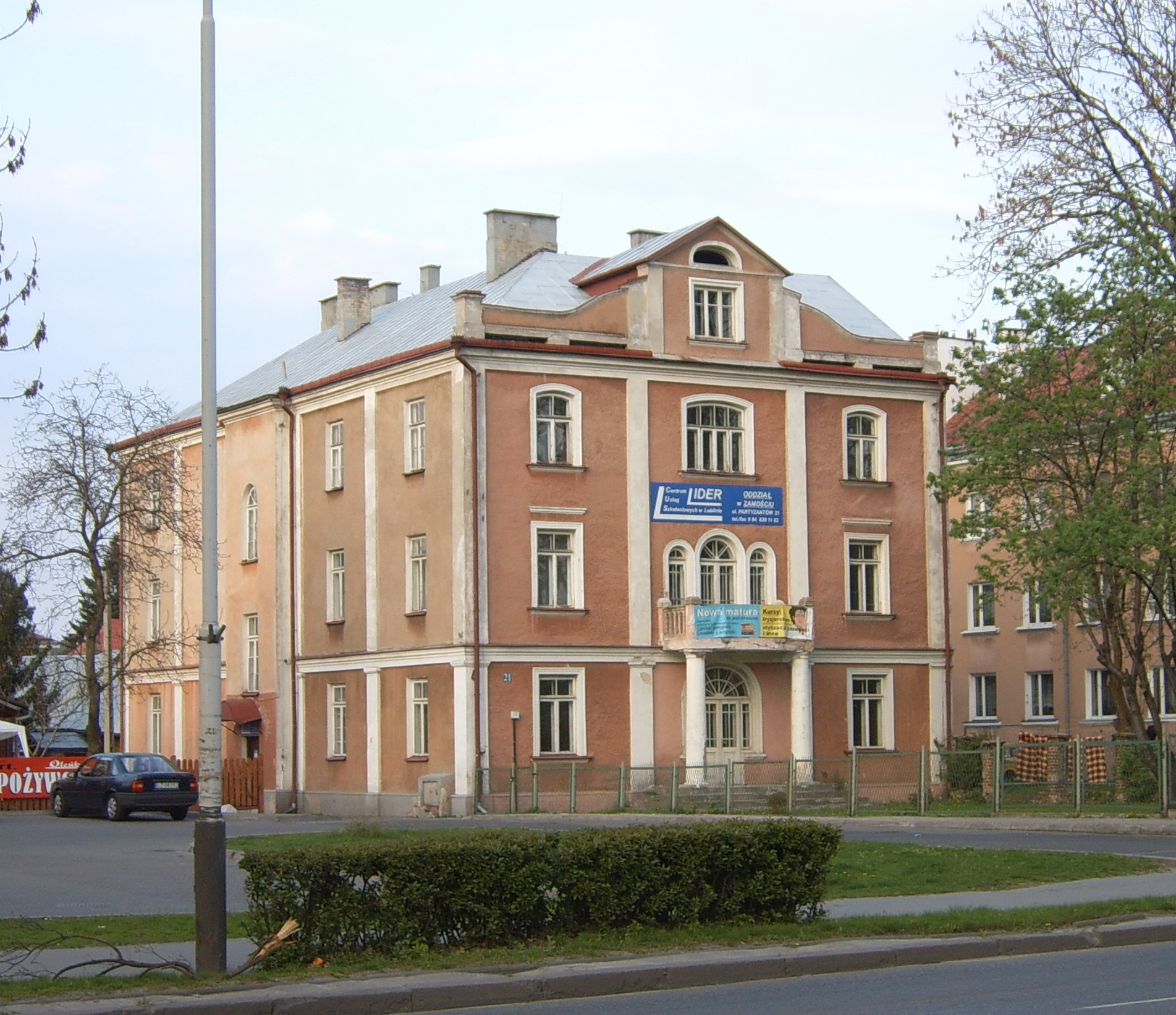
Budynek przy ul. Partyzantów 21
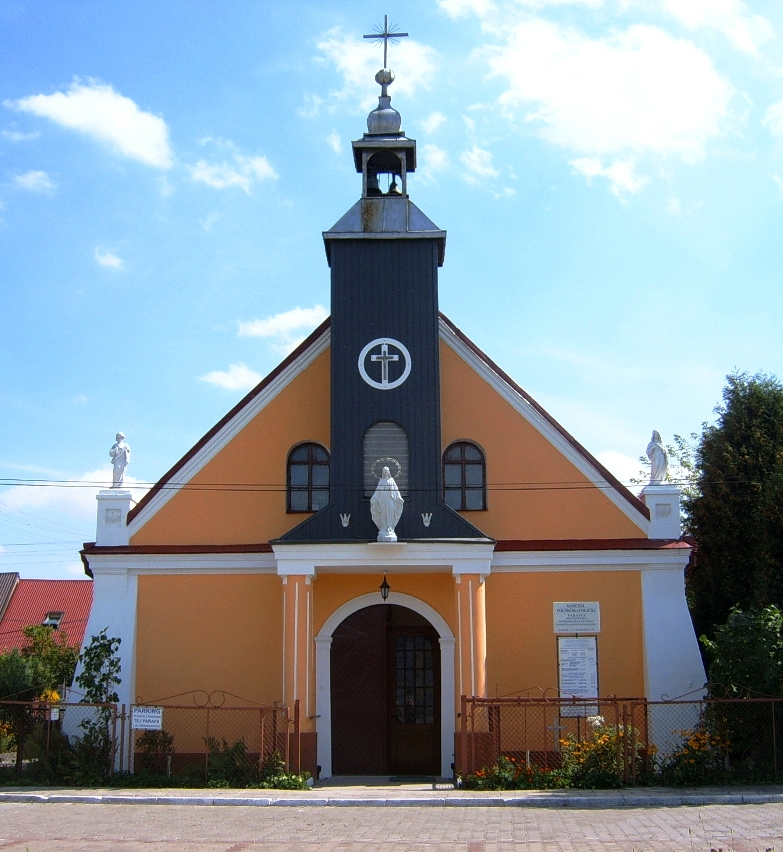
Kościół Polskokatolicki
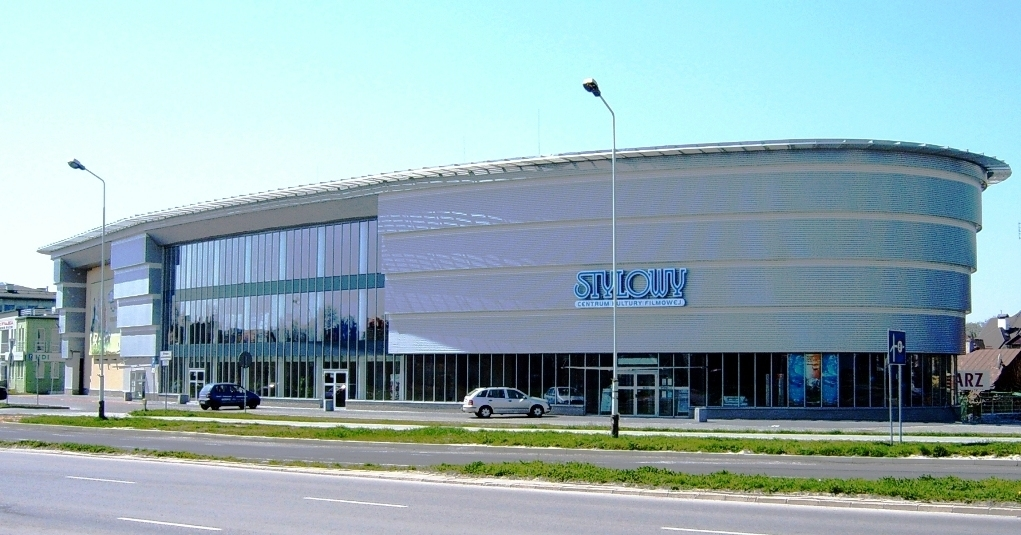
Centrum Kultury Filmowej "Stylowy"